# Halichoeres dispilus
Halichoeres dispilus (Günther, 1864) è un pesce di acqua salata appartenente alla famiglia Labridae.

## Distribuzione e habitat
Proviene dalle barriere coralline dell'oceano Pacifico, in particolare di Perù, golfo di California e Galápagos. Nuota fino a 75 m di profondità soprattutto in zone ricche di coralli con fondali sabbiosi, ma di solito può essere trovato nei pressi della superficie.

## Descrizione
Presenta un corpo allungato con la testa dal profilo appuntito. La lunghezza massima registrata è di 25 cm. 
La colorazione è rosata con due macchie scure nelle femmine, mentre nei maschi sono presenti striature e macchie di altri colori, in particolare azzurro e verdastro, su uno sfondo che varia dal marrone chiaro al rosa-giallastro. Gli esemplari giovanili sono scuri con due striature  orizzontali bianche lungo i fianchi e una macchia nera sul peduncolo caudale.

## Biologia

### Comportamento
È una specie prevalentemente solitaria che ha l'abitudine di nascondersi nella sabbia per dormire.

### Alimentazione
La sua dieta, carnivora, è composta sia da piccoli invertebrati marini che, negli adulti, da pesci più piccoli, in particolare Blennidi.

## Conservazione
Questa specie viene classificata come "a rischio minimo" (LC) dalla lista rossa IUCN perché è catturata saltuariamente per essere allevata in acquario ma non sembra essere minacciata da particolari pericoli.